# توماس هاستينغز (مهندس معماري)
توماس هاستينغز (بالإنجليزية: Thomas Hastings)‏ هو مهندس معماري أمريكي، ولد في 11 مارس 1860 في نيويورك في الولايات المتحدة، وتوفي في 22 أكتوبر 1929 في مينيولا في الولايات المتحدة.

## معرض صور

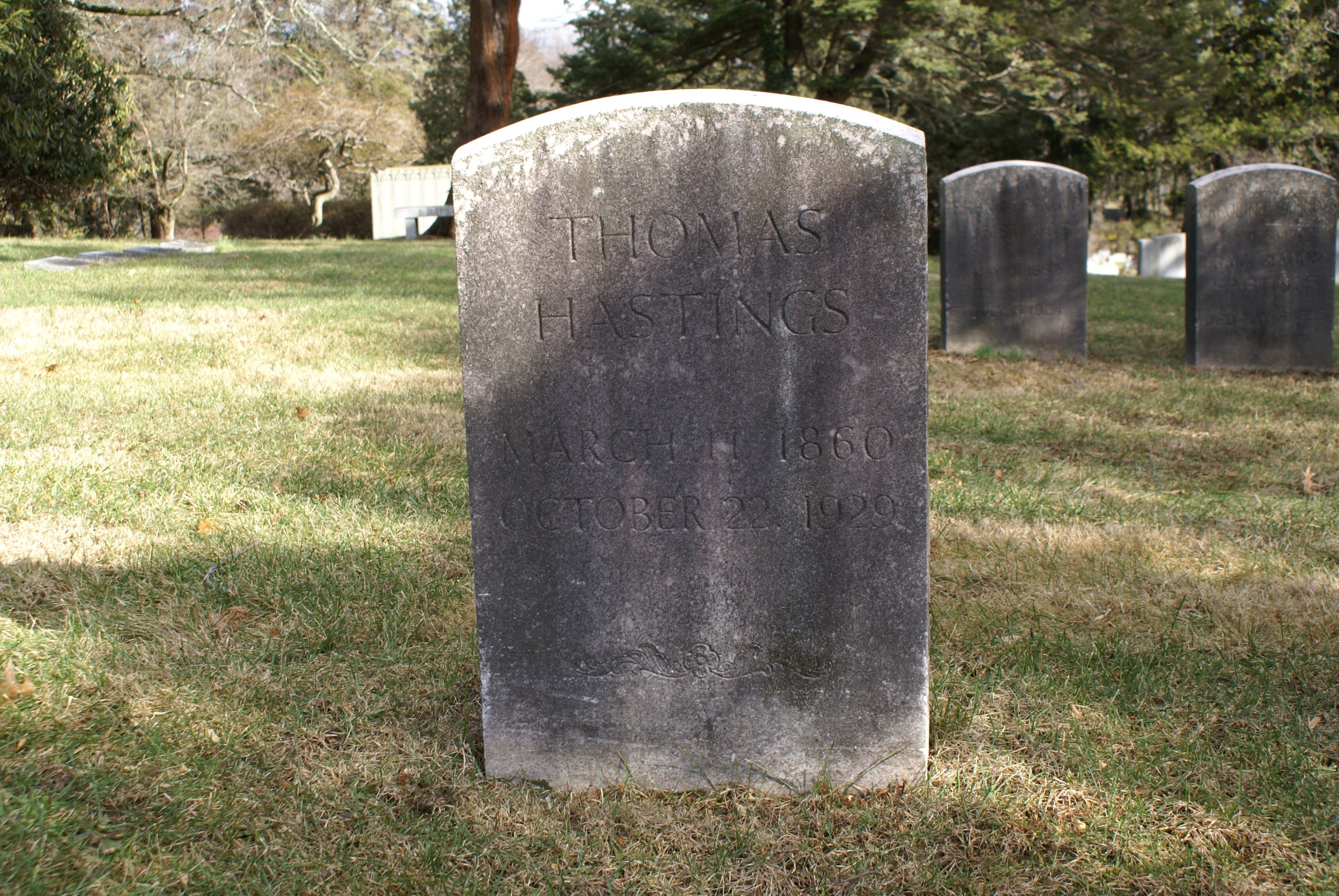
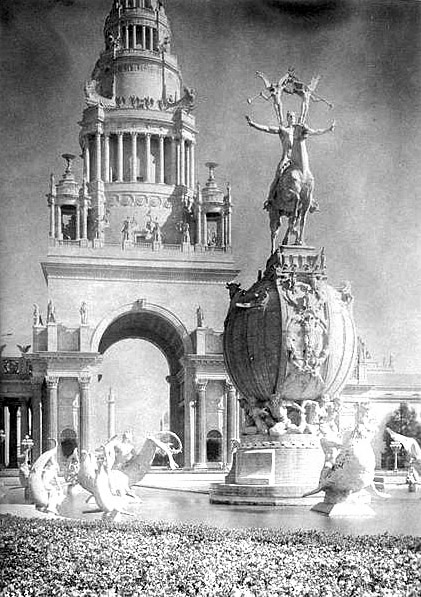
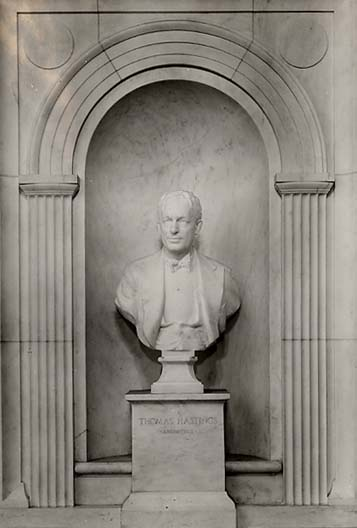
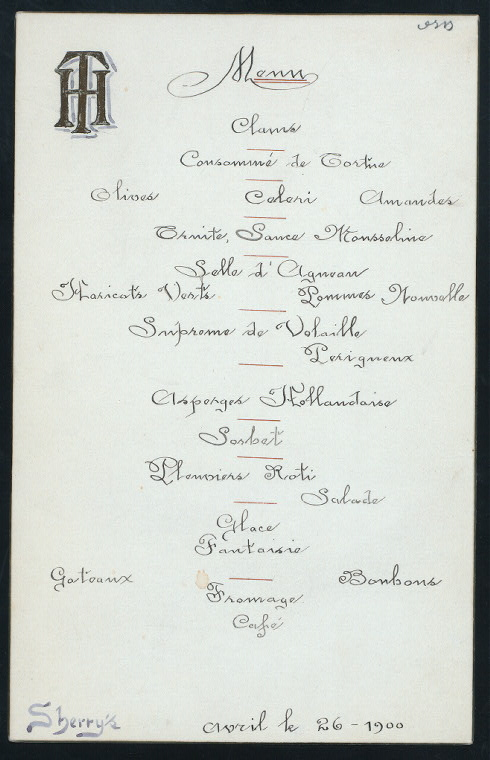